# STS-125
La STS-125, o HST-SM4 (Misión de prestación de servicios al Telescopio Espacial Hubble), fue la quinta y última misión de servicio del Telescopio Espacial Hubble (HST). La misión se llevó a cabo por el transbordador espacial Atlantis, Aunque a su vez otro transbordador, el Endeavour, se encontraba en la plataforma de lanzamiento por si hubiese sido necesaria una misión de rescate.

## Historia
Originalmente, la misión estaba programada para el 10 de octubre de 2008, pero a causa de una avería en el telescopio el 27 de septiembre de 2008, la STS-125 se retrasó hasta el 11 de mayo de 2009 para preparar una segunda unidad de manejo de datos para sustituir a la estropeada.
El Atlantis llevó dos nuevos instrumentos para el HST, un reemplazo del sensor de orientación fina, y seis nuevas baterías y giroscopios para permitir que el telescopio siga funcionando por lo menos hasta 2013. La tripulación también instaló una nueva capa de manta térmica para proporcionar un mejor aislamiento, y un mecanismo de "soft-catcher" para la ayuda en la seguridad de la órbita del telescopio para una nave espacial no tripulada al final de su vida útil.
La misión fue el vuelo n.º 30 del transbordador espacial Atlantis, y la última misión tripulada prevista para el telescopio espacial. La misión, a su vez, fue el primer vuelo del Atlantis desde la STS-122, y su primer vuelo en no visitar La EEI desde la STS-66 en 1994. También fue la primera misión de lanzadera no relacionada con la Estación Espacial Internacional desde la STS-107, que terminó en el accidente del Columbia. Debido a la diferencia entre la órbita de la Estación Espacial Internacional, y la del HST, el Atlantis no podía llegar al refugio de la EEI en el caso de que su escudo térmico se dañe en su lanzamiento. Por lo tanto, la misión requirió que el Transbordador Endeavour estuviese preparado en el complejo de lanzamiento 39B, produciéndose de inmediato el vuelo STS-400 en la Atlantis: misión de rescate.

## Notas de la tripulación

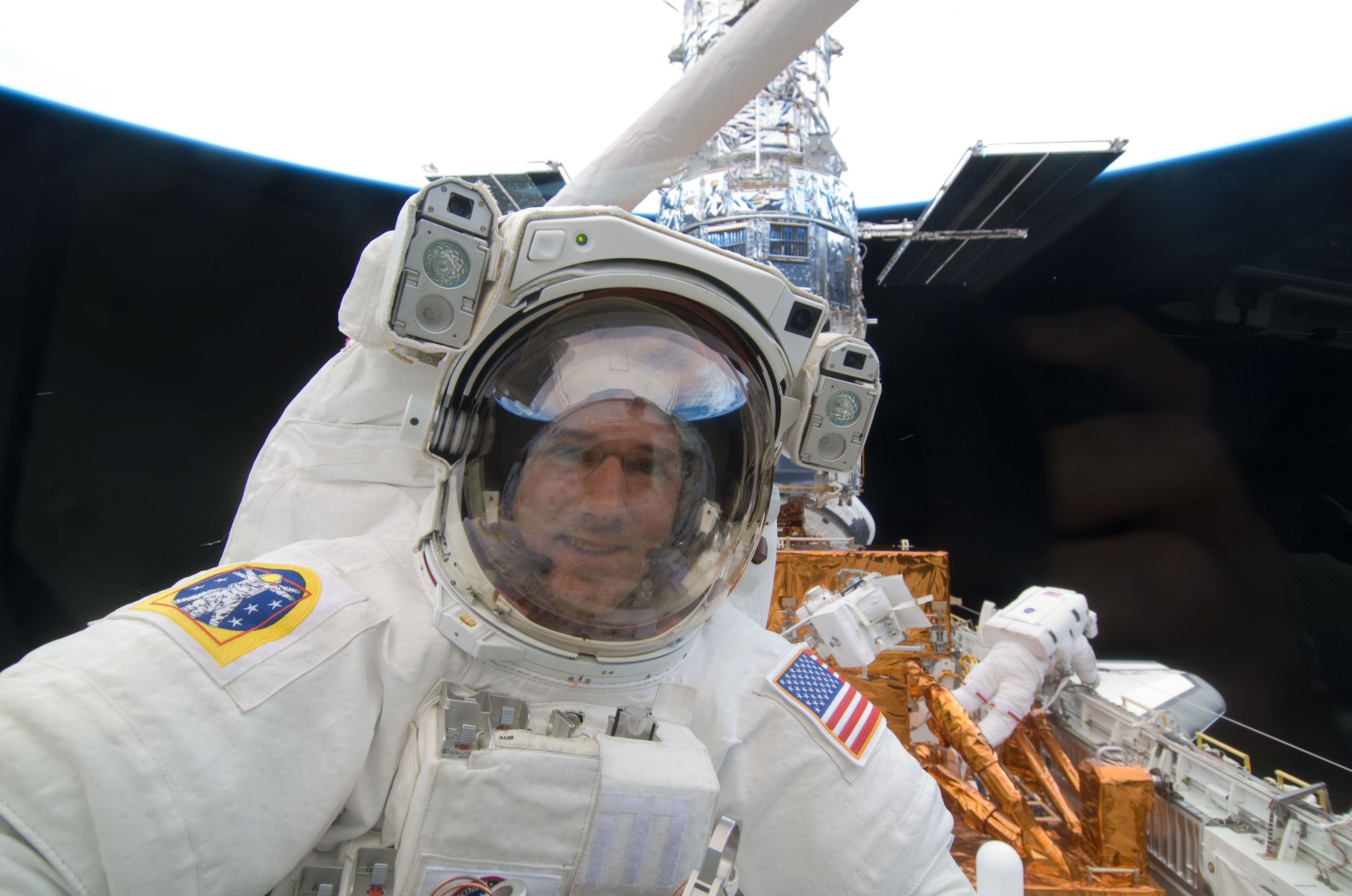
El astronauta Michael Good, especialista de la misión STS-125, los compañeros a través de una ventana hacia el interior de la cabina de la tripulación del Atlantis, donde sus miembros del equipo de apoyo se ocupan de ayudar a segundos del vuelo de cinco sesiones de actividad extravehicular para realizar trabajos en el Telescopio Espacial Hubble. El astronauta Mike Massimino se puede ver en el fondo trabajando en el puerto de la bahía de carga del transbordador.

## Carga útil de la misión

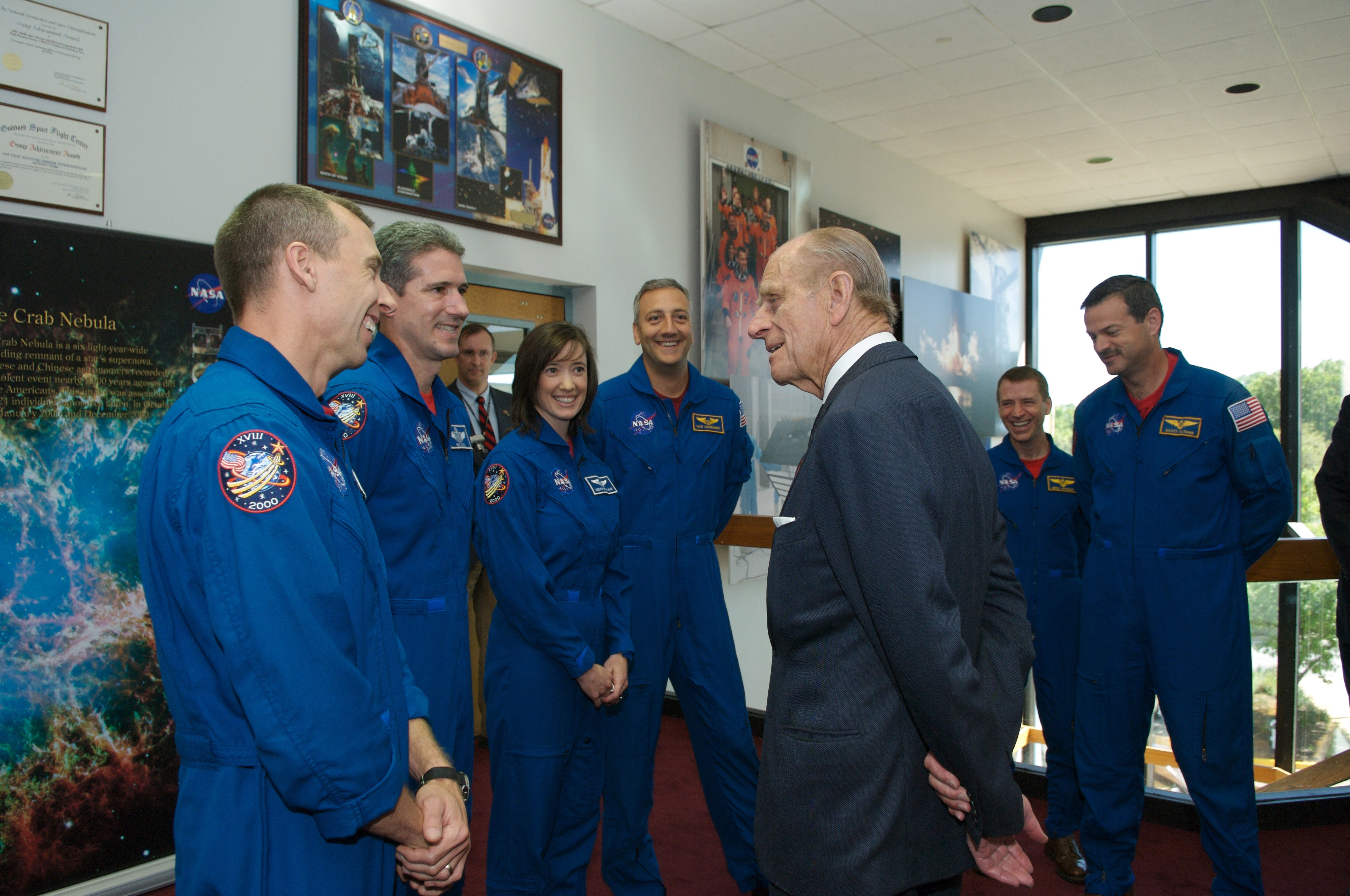
Felipe de Edimburgo visitó el Centro de vuelo espacial Goddard en mayo de 2007, donde conoció a los tripulantes de la STS-125.

## Una misión especial

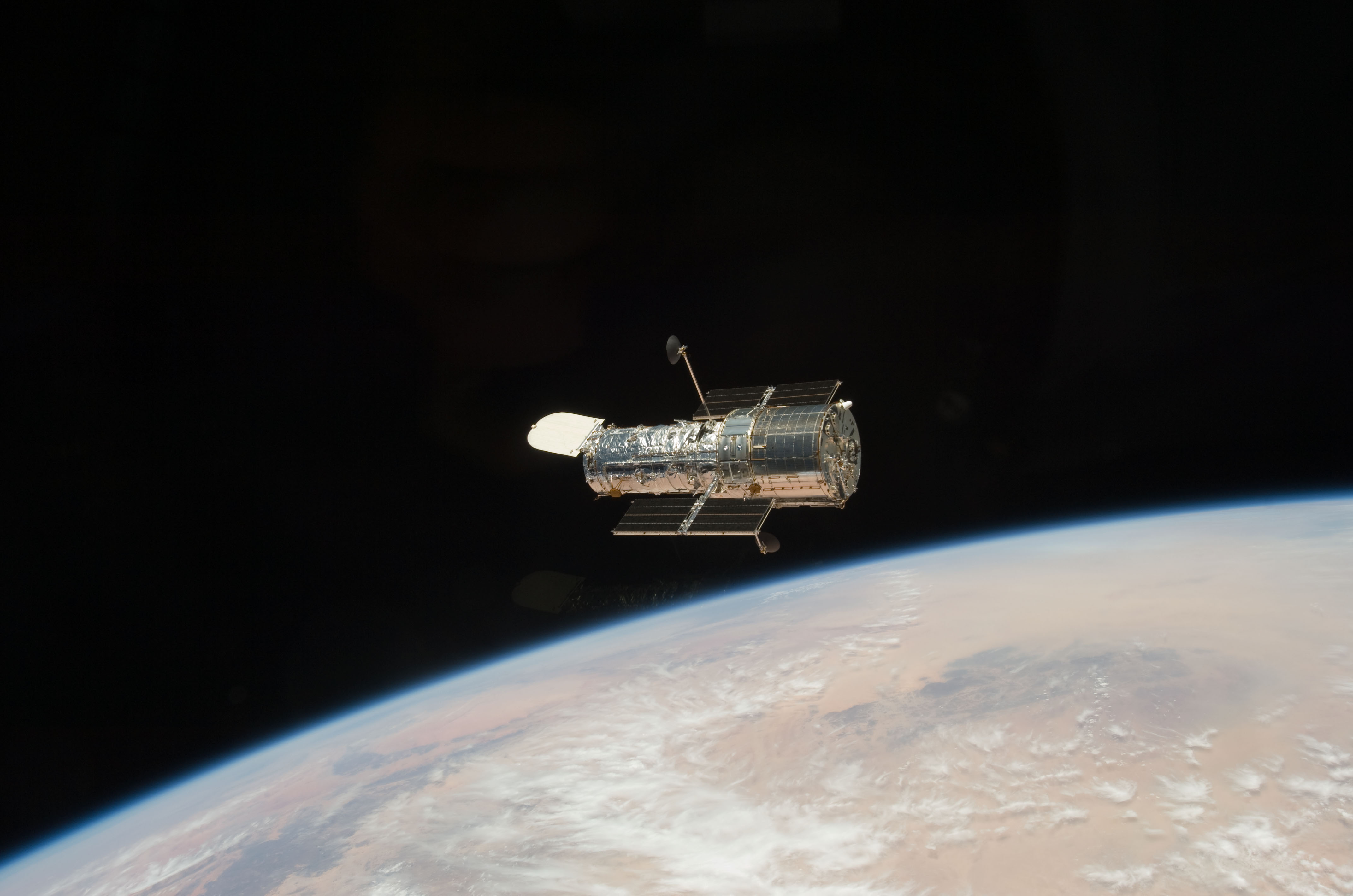
El transbordador Atlantis (STS-125), acercándose al sitio donde está orbitando el Hubble

## Procesamiento y ensamble del transbordador

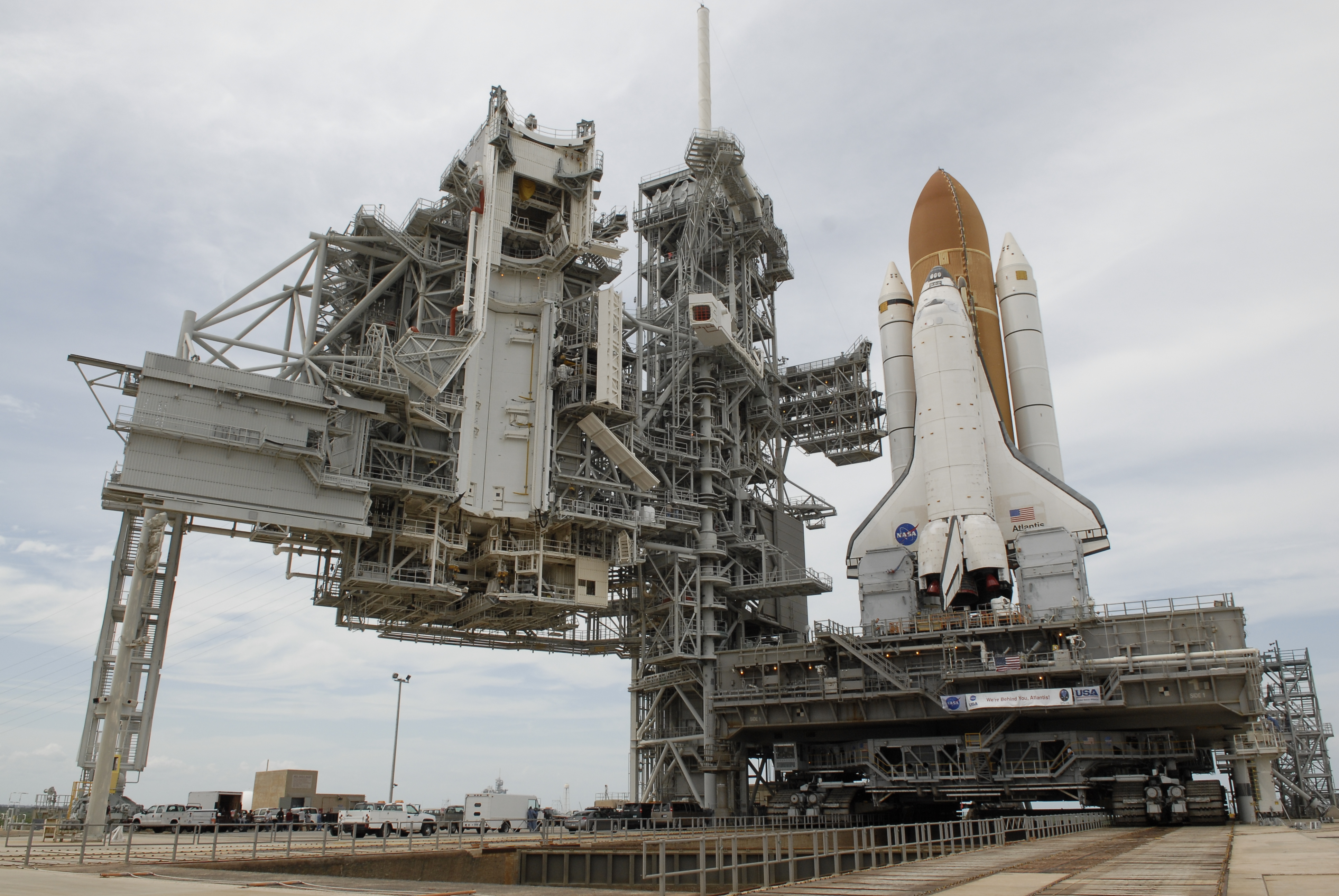
Atlantis sobre Complejo de lanzamiento 39.

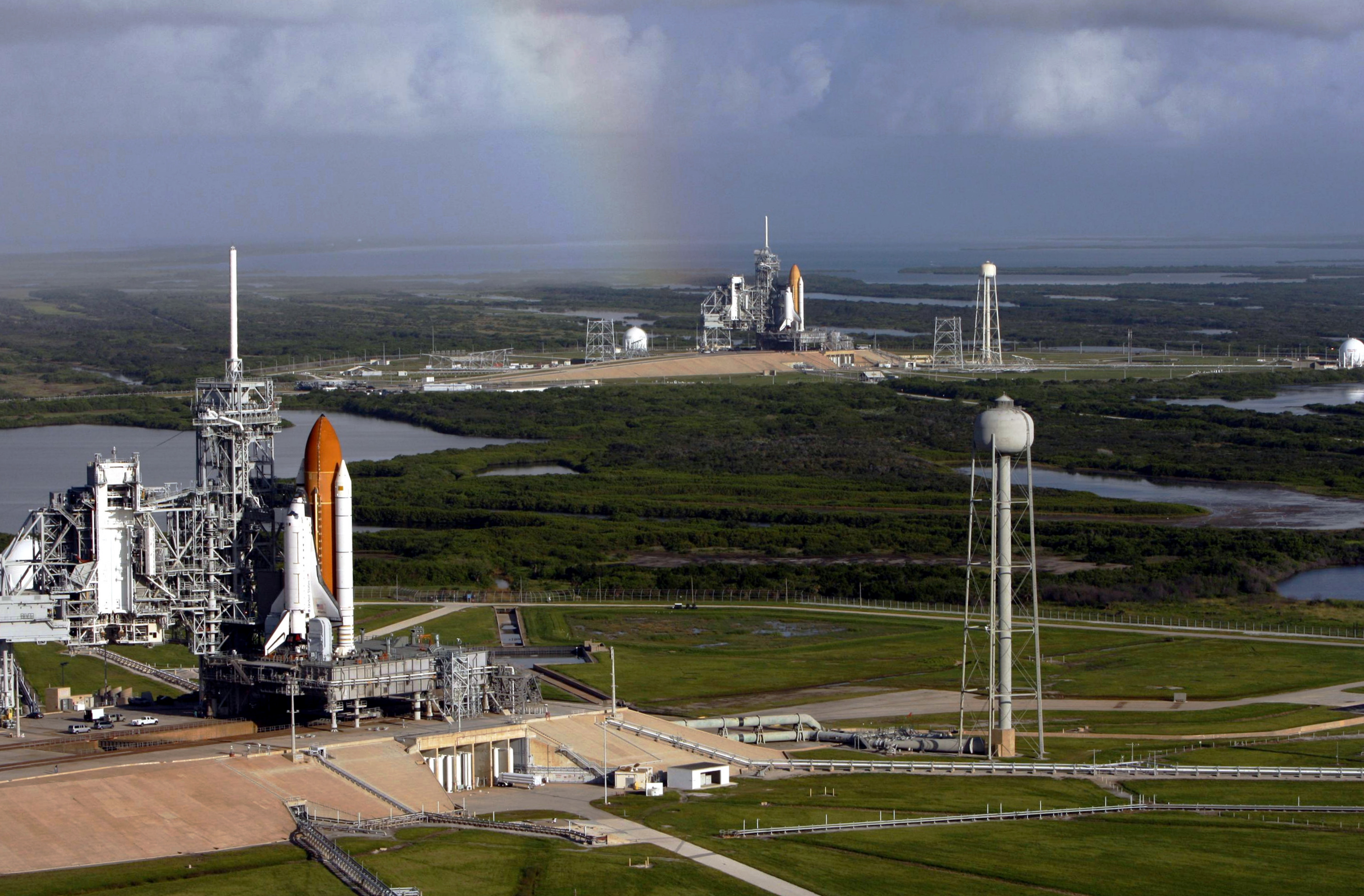
Atlantis y Endeavour sobre sus respectivas plataformas, esperando el lanzamiento del STS-125 del Atlantis, o en el peor de los casos, el lanzamiento de la STS-400 de Endeavour.

## Tripulación

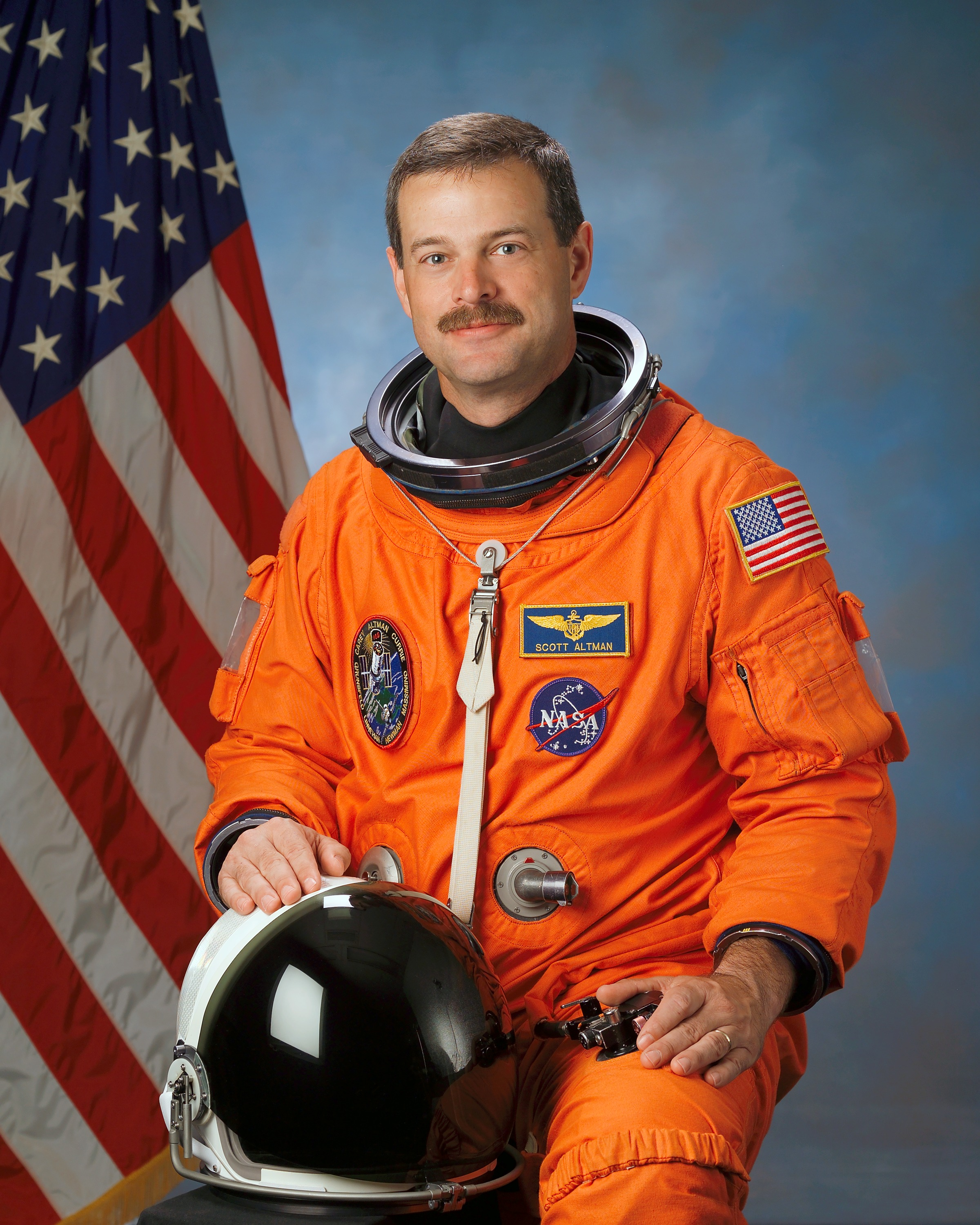
Scott Altman
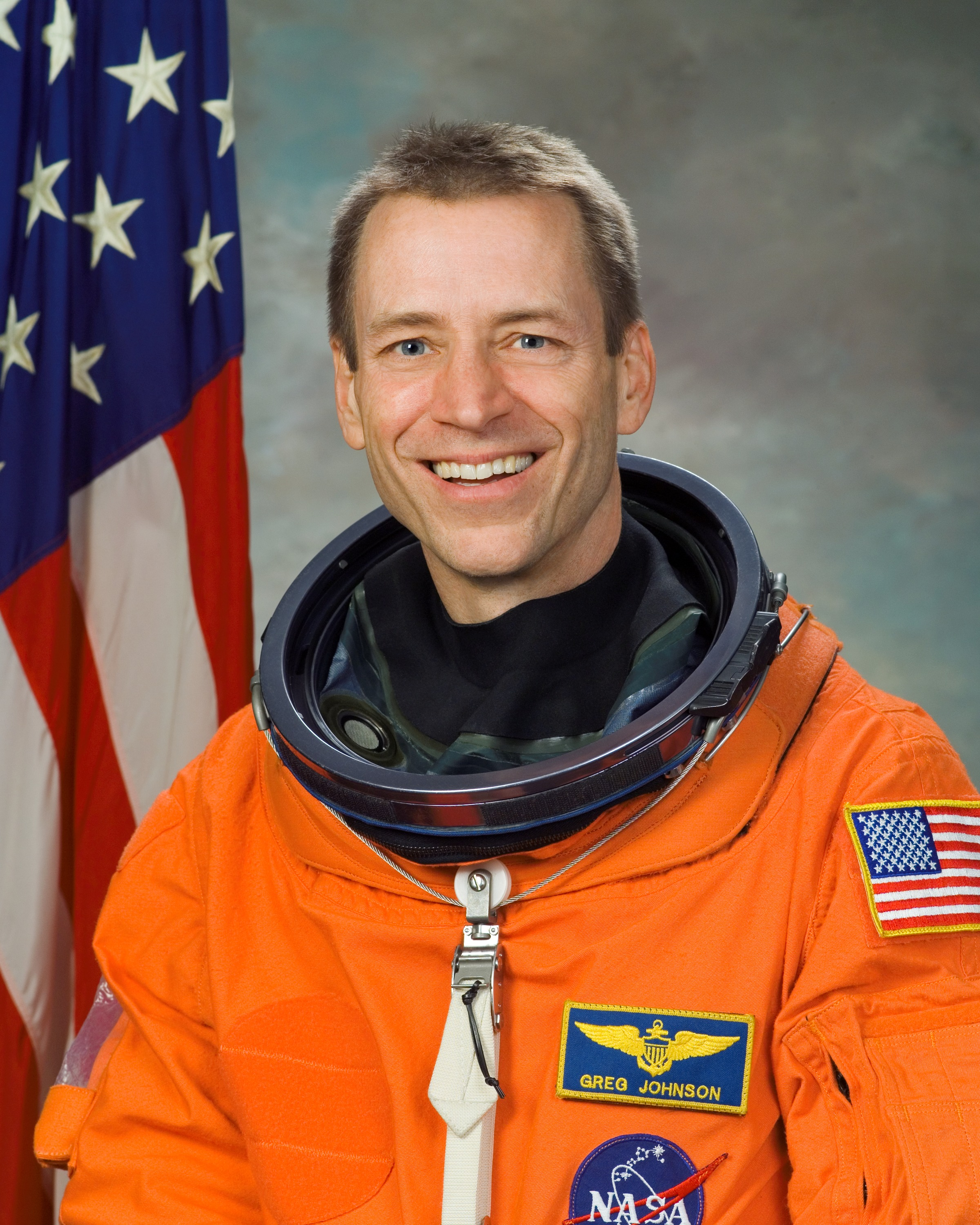
Gregory C. Johnson
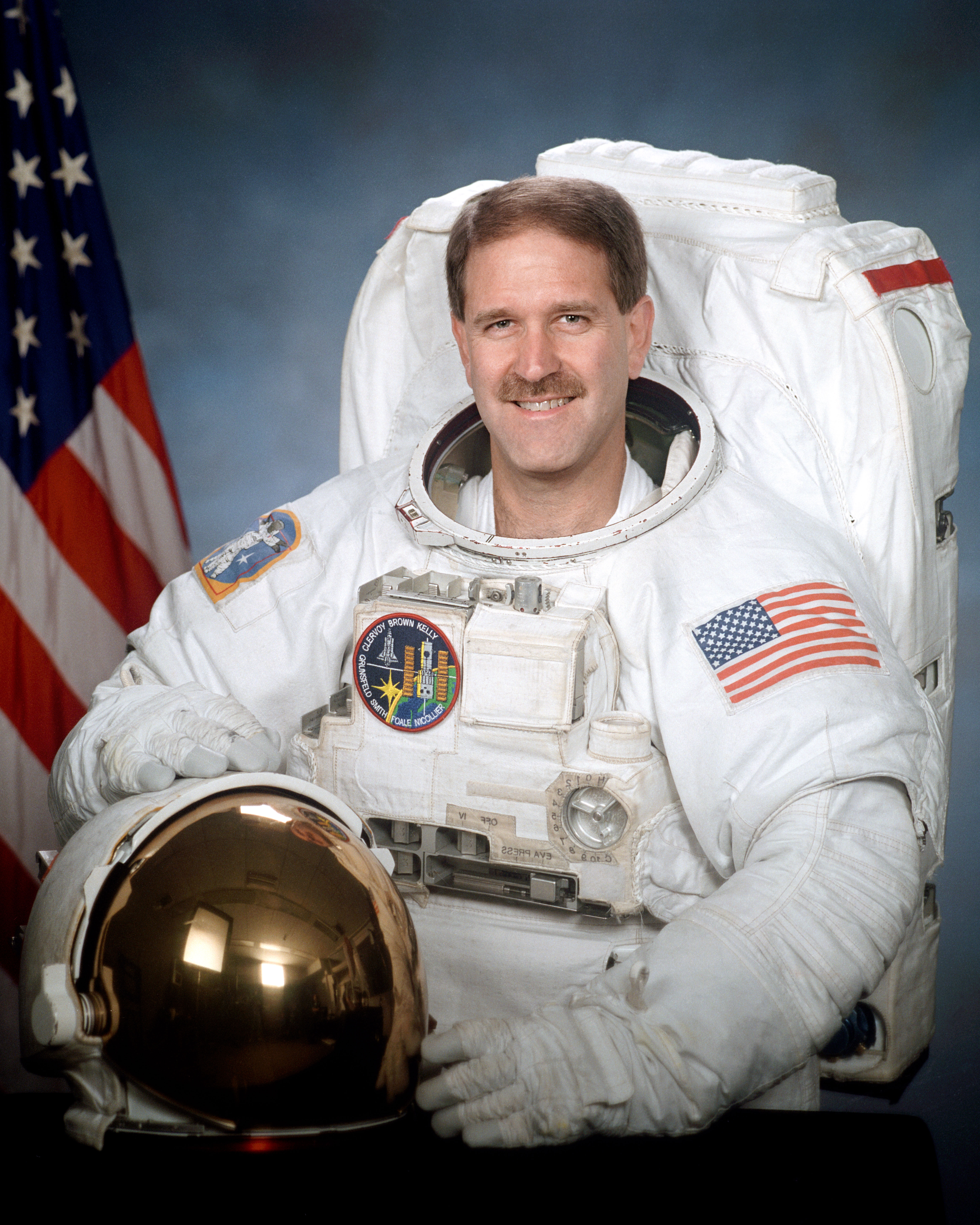
John M. Grunsfeld

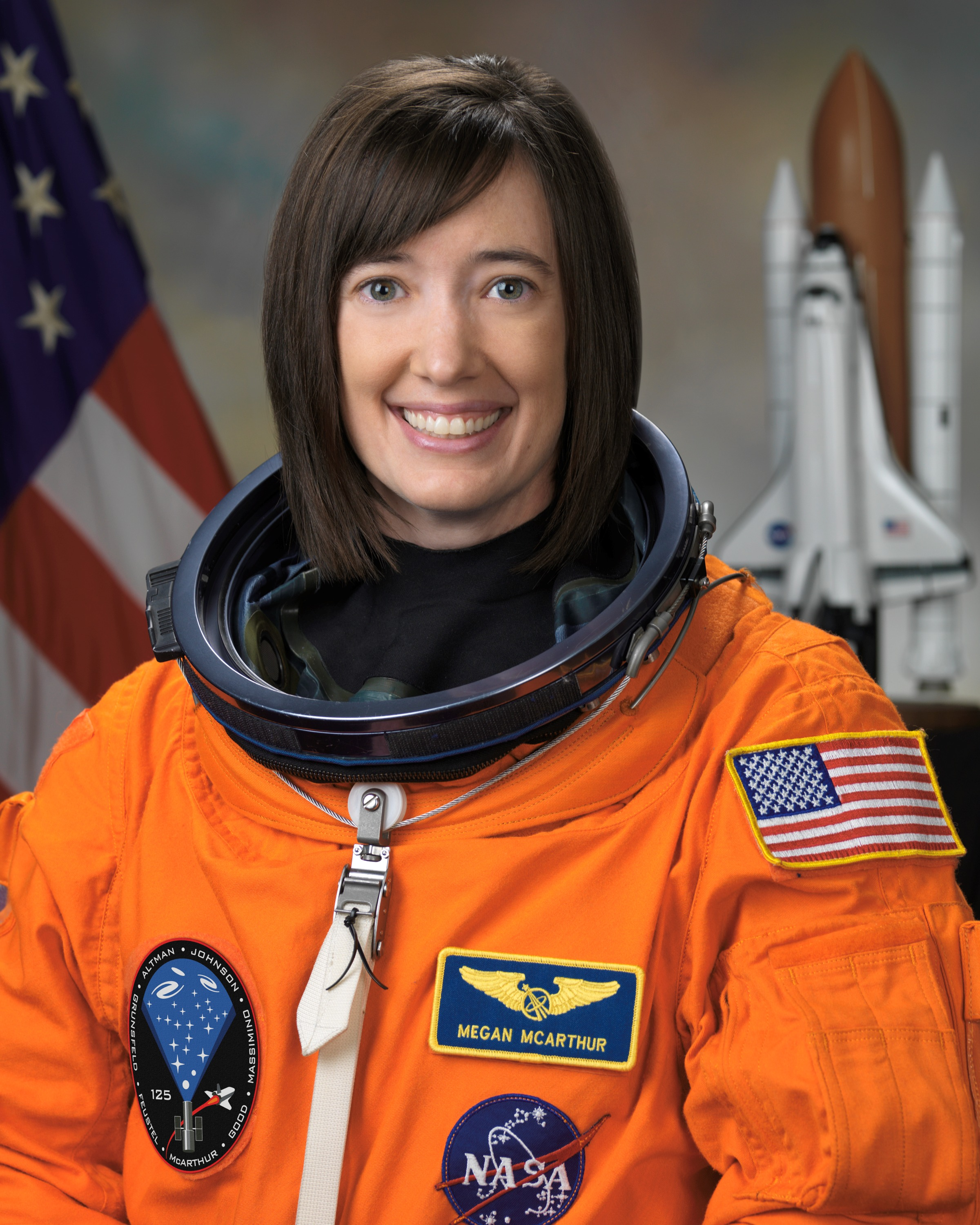
Megan McArthur
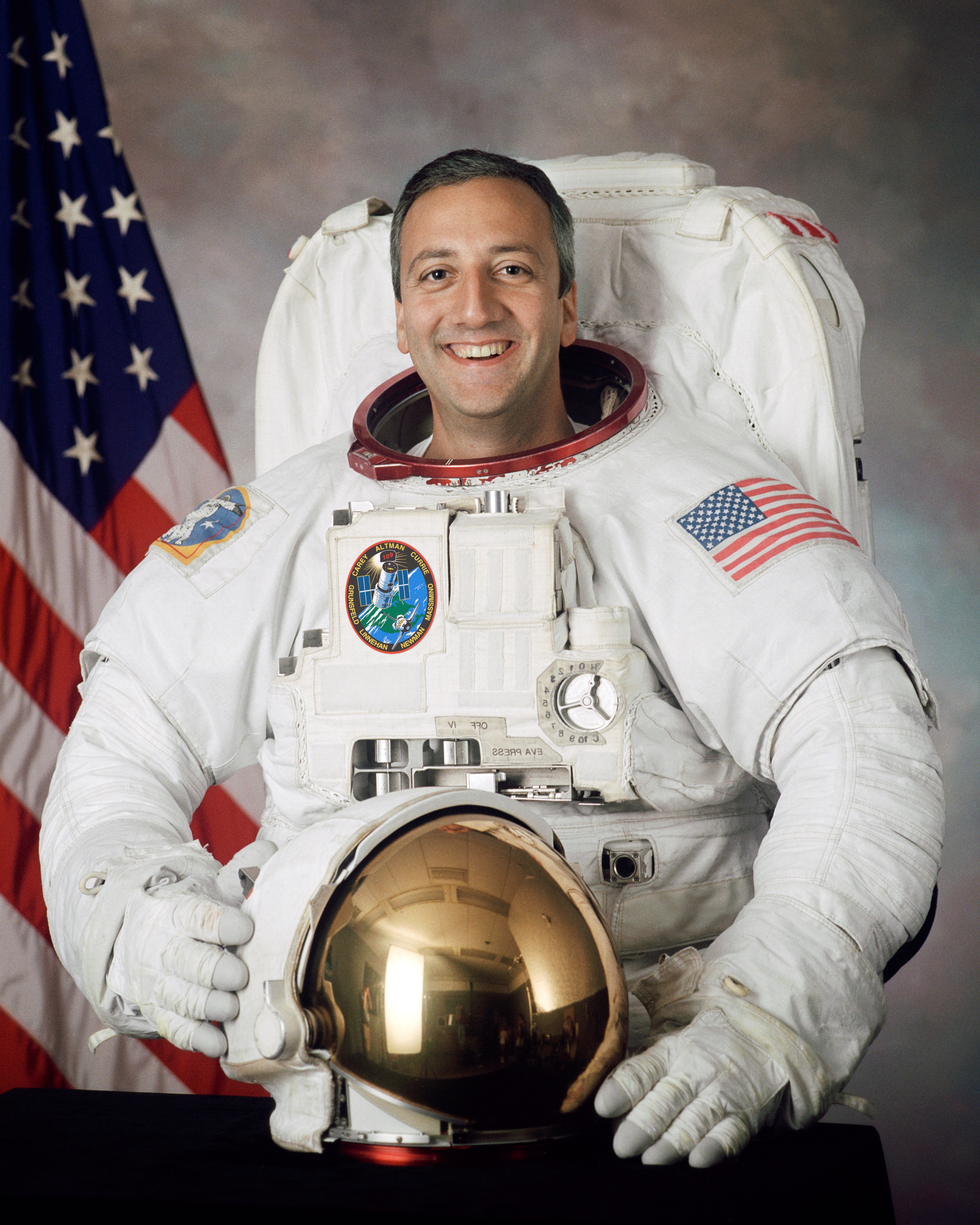
Michael Massimino
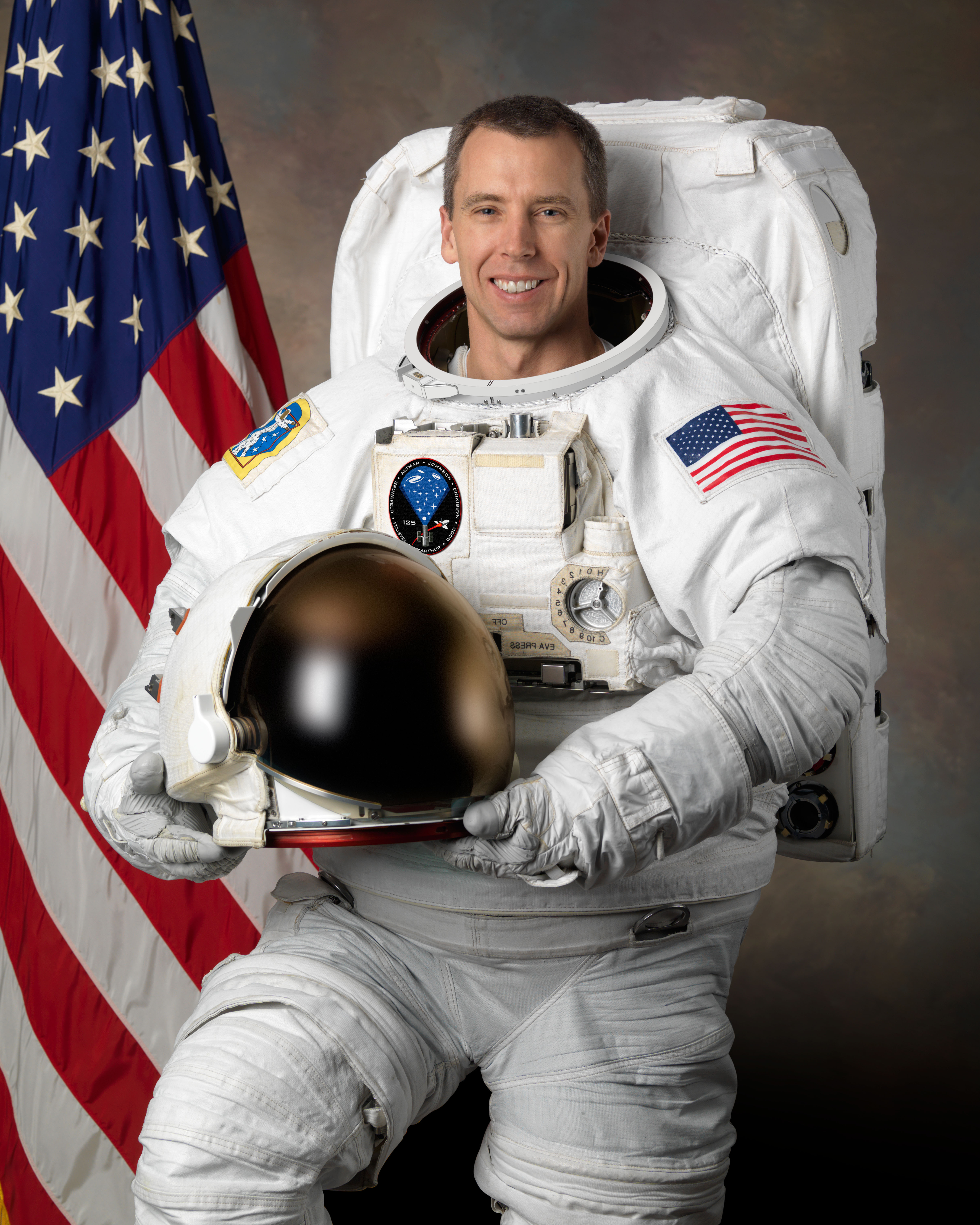
Andrew Feustelon
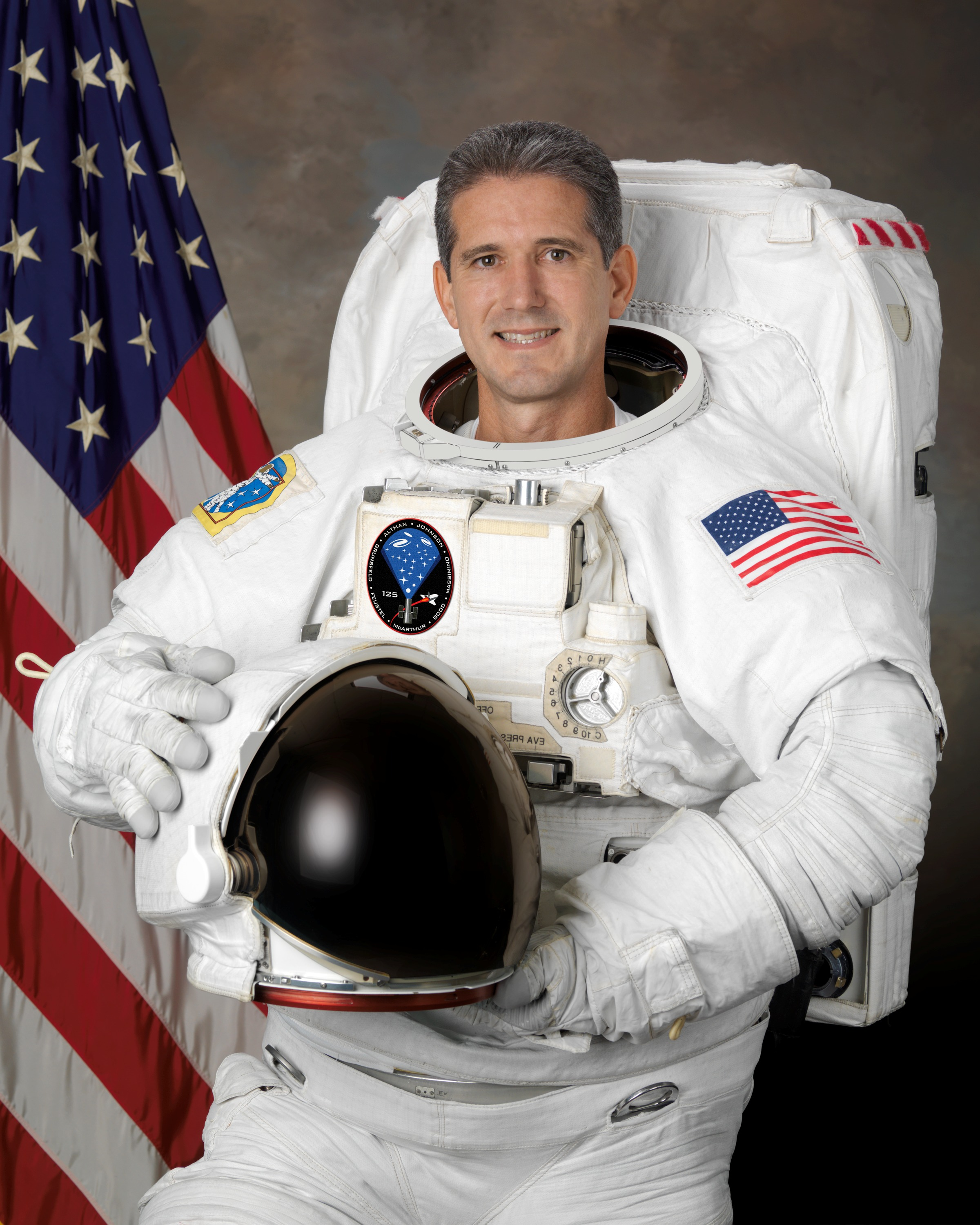
Michael T. Good